# Караван сарај Мехмед-паше Кукавице (Фоча)
Караван сарај (Велики хан) Мехмед-паше Кукавице је национални споменик Босне и Херцеговине. Налази се у Горњој чаршији, у Фочи, Република Српска, Босна и Херцеговина. Изградио га је Мехмед-паша Кукавица 1758. године. Уз хан се налазе сахат-кула и џамија које су, такође, задужбина Мехмед-паше Кукавице, и које имају статус националних споменика Босне и Херцеговине.

## Опис добра
Хан или караван-сарај је зграда у којој је путник налазио преноћиште, смјештај за своју запрегу и робу, али је служио и за обављање трговине.
Караван-сарај Мехмед-паше Кукавице, који носи назив и „Велики хан“, представља једноспратни објект и типичан је примјер скупа ханова без дворишта, правоугаоне основе, једноставне диспозиције. У приземљу се налазио господарски дио – једна велика коњушница, а са лијеве и десне стране од улаза по једна магаза за робу у којој су путници продавали или куповали. Уз главни улаз се налазило степениште које је водило у средишњи хол на првоме кату око којег су се налазиле спаваће собе.

## Степен заштите
Караван сарај Мехмед-паше Кукавице у Фочи проглашен је националним спомеником Босне и Херцеговине од стране Комисије за очување националних споменика БиХ на сједници одржаној од 19. до 25. јануара 2006. године.